# Lijst van voetbalinterlands Noorwegen - Paraguay
Deze lijst van voetbalinterlands is een overzicht van alle officiële voetbalwedstrijden tussen de nationale teams van Noorwegen en Paraguay. De landen hebben tot op heden een keer tegen elkaar gespeeld. Dat was een vriendschappelijke wedstrijd in Oslo op 24 mei 2006. Voor Paraguay was dit een oefenwedstrijd in de voorbereiding op het Wereldkampioenschap voetbal 2006.

## Wedstrijden
| № | Plaats | Datum       | Competitie        | Wedstrijd            | Uitslag |
| - | ------ | ----------- | ----------------- | -------------------- | ------- |
| 1 | Oslo   | 24 mei 2006 | Vriendschappelijk | Noorwegen − Paraguay | 2 − 2   |

## Samenvatting
| Competitie        | Totaal gespeeld | Winst Noorwegen | Gelijk | Winst Paraguay | Doelsaldo Noorwegen – Paraguay |
| ----------------- | --------------- | --------------- | ------ | -------------- | ------------------------------ |
| Vriendschappelijk | 1               | 0               | 1      | 0              | 2 − 2                          |
| Totaal            | 1               | 0               | 1      | 0              | 2 − 2                          |

## Details

### Eerste ontmoeting
| Vriendschappelijk (Oslo, Noorwegen, 24 mei 2006): |              | |
| Noorwegen | 2 – 2        | Paraguay |
| Frode Johnsen 22' Frode Johnsen 61' | goals        | 48' Carlos Gamarra 54' Nelson Haedo Valdez |
| Åge Hareide | bondscoach   | Aníbal Ruiz |
| Thomas Myhre Jon Inge Høiland Erik Hagen Brede Hangeland John Arne Riise Martin Andresen Tommy Svindal Larsen Fredrik Strømstad 85' Frode Johnsen Morten Gamst Pedersen John Carew 39' | opstellingen | Justo Villar Carlos Bonet Paulo da Silva Carlos Gamarra Delio Toledo 74' Edgar Barreto Roberto Acuña Christian Riveros Julio dos Santos 46' Salvador Cabanas 58' Nelson Haedo Valdez |
| Ole Martin Årst 39' Christian Grindheim 85' | wissels      | 46' Nelson Cuevas 58' José Cardozo 74' Julio Manzur |

NFF · A-internationals · Selecties · Bondscoaches · Noors vrouwenelftal · Olympisch elftal · Noorwegen U21 · Noorwegen U20 · Noorwegen U19 · Noorwegen U18 · Noorwegen U17 · Noorwegen U16 · Vrouwen U17
1908 – 1919 ·
1920 – 1929 ·
1930 – 1939 ·
1940 – 1949 ·
1950 – 1959 ·
1960 – 1969 ·
1970 – 1979 ·
1980 – 1989 ·
1990 – 1999 ·
2000 – 2009 ·
2010 – 2019 ·
2020 − 2029
EK 2000
WK 1938 ·
WK 1994 ·
WK 1998
OS 1912 · 
OS 1920 · 
OS 1936 · 
OS 1952 · 
OS 1984
1908 ·
1909 ·
1910 ·
1911 ·
1912 · 
1913 · 
1914 · 
1915 · 
1916 · 
1917 · 
1918 · 
1919 · 
1920 · 
1921 · 
1922 · 
1923 · 
1924 · 
1925 · 
1926 · 
1927 · 
1928 · 
1929 · 
1930 · 
1931 · 
1932 · 
1933 · 
1934 · 
1935 · 
1936 · 
1937 · 
1938 · 
1939 · 
1940 – 1944 · 
1945 · 
1946 · 
1947 · 
1948 · 
1949 · 
1950 · 
1952 · 
1952 · 
1953 · 
1954 · 
1955 · 
1956 · 
1957 · 
1958 · 
1959 · 
1960 · 
1961 · 
1962 · 
1963 · 
1964 · 
1965 · 
1966 · 
1967 · 
1968 · 
1969 · 
1970 · 
1971 · 
1972 · 
1973 · 
1974 · 
1975 · 
1976 · 
1977 · 
1978 · 
1979 · 
1980 · 
1981 · 
1982 · 
1983 · 
1984 · 
1985 · 
1986 · 
1987 · 
1988 · 
1989 · 
1990 ·
1991 · 
1992 · 
1993 · 
1994 · 
1995 · 
1996 · 
1997 · 
1998 · 
1999 · 
2000 · 
2001 · 
2002 · 
2003 · 
2004 · 
2005 · 
2006 · 
2007 · 
2008 · 
2009 · 
2010 · 
2011 · 
2012 · 
2013 · 
2014 · 
2015 · 
2016 · 
2017 · 
2018 ·
2019 ·
2020 ·
2021 ·
2022 ·
2023 ·
2024
Albanië ·
Argentinië ·
Armenië ·
Australië ·
Azerbeidzjan ·
Bahrein ·
België ·
Bermuda ·
Bosnië en Herzegovina ·
Brazilië ·
Bulgarije ·
China ·
Colombia ·
Costa Rica ·
Cyprus ·
Denemarken ·
DDR ·
Duitsland ·
Egypte ·
Engeland ·
Estland ·
Faeröer ·
Finland ·
Frankrijk ·
Georgië ·
Ghana ·
Gibraltar ·
Grenada ·
Griekenland ·
Guatemala ·
Honduras ·
Hongarije ·
Hongkong ·
Ierland ·
IJsland ·
Israël ·
Italië ·
Jamaica ·
Japan ·
Joegoslavië ·
Jordanië ·
Kameroen ·
Kazachstan ·
Koeweit ·
Kosovo ·
Kroatië ·
Letland ·
Litouwen ·
Luxemburg ·
Malta ·
Marokko ·
Mexico ·
Moldavië ·
Montenegro ·
Nederland ·
Nieuw-Zeeland ·
Nigeria ·
Noord-Ierland ·
Noord-Korea ·
Noord-Macedonië ·
Oekraïne ·
Oman ·
Oostenrijk ·
Panama ·
Paraguay ·
Polen ·
Portugal ·
Qatar ·
Roemenië ·
Rusland ·
Saarland ·
San Marino ·
Saoedi-Arabië ·
Schotland ·
Senegal ·
Servië ·
Servië en Montenegro ·
Singapore ·
Slovenië ·
Slowakije ·
Sovjet-Unie ·
Spanje ·
Thailand ·
Trinidad en Tobago ·
Tsjechië ·
Tsjecho-Slowakije ·
Tunesië ·
Turkije ·
Uruguay ·
Verenigde Arabische Emiraten ·
Verenigde Staten ·
Verenigd Koninkrijk ·
Wales ·
Wit-Rusland ·
Zuid-Afrika ·
Zuid-Korea ·
Zweden ·
Zwitserland
APF · A-internationals · Selecties · Bondscoaches · Paraguayaans vrouwenelftal · Paraguay U21 · Paraguay U20 · Paraguay U19 · Paraguay U18 · Paraguay U17
1919 – 1929 · 
1930 – 1939 · 
1940 – 1949 · 
1950 – 1959 · 
1960 – 1969 · 
1970 – 1979 · 
1980 – 1989 · 
1990 – 1999 · 
2000 – 2009 · 
2010 – 2019 ·
2020 − 2029
WK 1930 · 
WK 1950 · 
WK 1958 · 
WK 1986 · 
WK 1998 · 
WK 2002 · 
WK 2006 · 
WK 2010
OS 1992 · 
OS 2004
1919 · 
1920 · 
1921 · 
1922 · 
1923 · 
1924 · 
1925 · 
1926 · 
1927 · 
1928 · 
1929 · 
1930 · 
1931 · 
1932–1936 · 
1937 · 
1938 · 
1939 · 
1940 · 
1941 · 
1942 · 
1943 · 
1944 · 
1945 · 
1946 · 
1947 · 
1948 · 
1949 · 
1950 · 
1951–1952 · 
1953 · 
1954 · 
1955 · 
1956 · 
1957 · 
1958 · 
1959 · 
1960 · 
1961 · 
1962 · 
1963 · 
1964 · 
1965 · 
1966 · 
1967 · 
1968 · 
1969 · 
1970 · 
1971 · 
1972 · 
1973 · 
1974 · 
1975 · 
1976 · 
1977 · 
1978 · 
1979 · 
1980 · 
1981 · 
1982 · 
1983 · 
1984 · 
1985 · 
1986 · 
1987 · 
1988 · 
1989 · 
1990 · 
1991 · 
1992 · 
1993 · 
1994 · 
1995 · 
1996 · 
1997 · 
1998 · 
1999 · 
2000 · 
2001 · 
2002 · 
2003 · 
2004 · 
2005 · 
2006 · 
2007 · 
2008 · 
2009 · 
2010 · 
2011 · 
2012 · 
2013 · 
2014 · 
2015 · 
2016 ·
2017 ·
2018 ·
2019 ·
2020 ·
2021 ·
2022
Argentinië ·
Armenië ·
Australië ·
Bahrein ·
België ·
Bolivia ·
Bosnië en Herzegovina · 
Brazilië ·
Bulgarije ·
Canada ·
Chili ·
China ·
Colombia ·
Costa Rica ·
Denemarken ·
Duitsland ·
Ecuador ·
El Salvador ·
Engeland ·
Frankrijk ·
Georgië ·
Griekenland ·
Guadeloupe ·
Guatemala ·
Honduras ·
Hongarije ·
Hongkong ·
Ierland ·
Indonesië ·
Irak ·
Iran ·
Italië ·
Ivoorkust ·
Jamaica ·
Japan ·
Joegoslavië ·
Jordanië ·
Kameroen ·
Marokko ·
Mexico ·
Nederland ·
Nicaragua ·
Nieuw-Zeeland ·
Nigeria ·
Noord-Korea ·
Noord-Macedonië ·
Noorwegen ·
Oman ·
Oostenrijk ·
Panama ·
Peru ·
Polen ·
Portugal ·
Qatar ·
Roemenië ·
Saoedi-Arabië ·
Schotland ·
Servië ·
Slovenië ·
Slowakije ·
Spanje ·
Togo ·
Trinidad en Tobago ·
Tsjechië ·
Turkije ·
Uruguay ·
Venezuela ·
Verenigde Arabische Emiraten ·
Verenigde Staten ·
Wales ·
Zuid-Afrika ·
Zuid-Korea ·
Zweden
Engeland (2006) · 
Italië (2010) · 
Slovenië (2002) · 
Spanje (2002) · 
Trinidad en Tobago (2006) · 
Zuid-Afrika (2002) · 
Zweden (2006)